# Alefacept
Alefacept je korišten za kontrolisanje inflamacije pri umerenoj do jake psorijaze sa formiranjem plakova. On ometa aktivaciju limfocita. Alefacept je imunosupresivni dimerni fuzioni protein koji se sastoji od ekstracelularne CD2-vezujuće porcije ljudskog leukocnog funkcionog antigena-3 (LFA-3) vezanog za Fc (zglobin, CH2 i CH3 domain) porciju ljudskog IgG1.

## Literatura
- Hardman JG, Limbird LE, Gilman AG (2001). Goodman & Gilman's The Pharmacological Basis of Therapeutics (10. изд.). New York: McGraw-Hill. ISBN 0071354697. doi:10.1036/0071422803.
- Thomas L. Lemke; David A. Williams, ур. (2007). Foye's Principles of Medicinal Chemistry (6. изд.). Baltimore: Lippincott Willams & Wilkins. ISBN 0781768799.

## Spoljašnje veze
|  | Molimo Vas, obratite pažnju na važno upozorenje u vezi sa temama iz oblasti medicine (zdravlja). |